# Komet Wild 1
Komet Wild 1 (uradna oznaka je 63P/Wild) je periodični komet z obhodno dobo okoli 13,2 let. Komet pripada Jupitrovi družini kometov.

## Odkritje
Komet je odkril 26. marca 1960 švicarski astronom Paul Wild na Observatoriju Purple Mountain v Nankingu na Kitajskem.

## Lastnosti
Jedro kometa ima premer 2,9 km